# Peralassery
Peralassery  es una ciudad censal situada en el distrito de Kannur en el estado de Kerala (India). Su población es de 16821 habitantes (2011). Se encuentra a 13 km de Kannur y a 79 km de Kozhikode.

## Demografía
Según el censo de 2011 la población de Peralassery era de 16821 habitantes, de los cuales 9904 eran hombres y 11772 eran mujeres. Peralassery tiene una tasa media de alfabetización del 97,85%, superior a la media estatal del 94%: la alfabetización masculina es del 98,82%, y la alfabetización femenina del 97,06%.